# ガッリアーテ
ガッリアーテ（伊: Galliate）は、イタリア共和国ピエモンテ州ノヴァーラ県にある、人口約16,000人の基礎自治体（コムーネ）。

## 地理

### 位置・広がり
| 隣接するコムーネは以下の通り。括弧内のMIはミラノ県所属を示す。 - ベルナーテ・ティチーノ (MI) - カーメリ - クッジョーノ (MI) - ノヴァーラ - ロベッケット・コン・インドゥーノ (MI) - ロメンティーノ - トゥルビーゴ (MI) |